# Dode Zee
De Dode Zee (Hebreeuws: ים המלח, Arabisch: البحر الميت) is het laagst gelegen meer ter wereld. De Dode Zee bevindt zich tussen de Jordaanvallei in het noorden, en de Wadi Araba in het zuiden en ligt op de grens van Jordanië, de Westelijke Jordaanoever van Palestina en Israël. De oppervlakte ervan is 1020 km².
In 2019 lag de waterspiegel van de Dode Zee 430,5 meter onder zeeniveau, waarmee het de laagst gelegen plek op het aardoppervlak is. Deze waterspiegel blijft dalen.

## Ontstaan
De Dode Zee is een onderdeel van een 'lekkende' transformbreuklijn die loopt van Turkije tot en met de Straat van Tiran, en daar aansluit op de openende breuklijn van de Rode Zee. De Arava-vallei en Jordaanvallei maken deel uit van deze 'Dode Zee'-transformbreuklijn.
Het meer is de afvoerbasis van een groot stroomgebied, bestaande uit gedeelten van Oost-Israël, West-Jordanië, Zuidoost-Libanon, Zuidwest-Syrië en het gehele oosten van de Westelijke Jordaanoever van Palestina.
Het instromende water verdampt grotendeels en daardoor wordt het meer een depot van mineralen. De concentratie zout is met 33 procent zo hoog, dat een mens er zonder moeite in blijft drijven. De Dode Zee bevat na het Don Juanmeer op Antarctica en het Assalmeer in Djibouti het zoutste water op aarde.
De concentratie van mineralen en het aanhoudende opdrogen van de Dode Zee hangen samen met het ontstaan van het Lasanmeer (of Lashonmeer), waar de Dode Zee een overblijfsel van is. Het water in het Lasanmeer stroomde naar binnen via de Jizreël-vallei en het meer besloeg een gebied van het huidige Tiberias tot en met de Arava (steppe) van Sodom.

## Flora en fauna
De zee wordt dood genoemd omdat het hoge zoutgehalte ervan verhindert dat waterorganismen, zoals vissen en waterplanten erin leven, hoewel er wel bacteriën en schimmels aanwezig zijn.
In tijden van veel neerslag kan het zoutgehalte van de Dode Zee dalen van de gebruikelijke 35% naar 30% of lager. De Dode Zee komt tijdelijk tot leven in de nasleep van regenachtige winters. In 1980, na zo'n regenachtige winter, werd de normaal donkerblauwe Dode Zee rood. Onderzoekers van de Hebreeuwse Universiteit van Jeruzalem ontdekten dat de Dode Zee wemelt van een alg genaamd Dunaliella, waarvan de aanwezigheid de kleurverandering veroorzaakt. Sinds 1980 zijn de algen niet in meetbare aantallen teruggekeerd.
In 2011 ontdekte een groep Duitse en Israëlische wetenschappers uit Be'er Sheva, door te duiken, kloven in de bodem van de Dode Zee. Door deze kloven kan zoet en brak water de zee binnenkomen. In de bergen rond de Dode Zee leven veel diersoorten. Wandelaars kunnen steenbokken, hazen, hyraxen, jakhalzen, vossen en zelfs luipaarden zien. Zowel Jordanië als Israël hebben natuurreservaten aangelegd rond de Dode Zee.
De delta van de Jordaan was in vroeger eeuwen volgens de joodse historicus Flavius Josephus dichtbegroeid met papyrus en palmbomen. Hij beschreef deze omgeving als de vruchtbaarste plek in Judea.

## Industrie
In het begin van de 20e eeuw begon de Dode Zee belangstelling te krijgen van scheikundigen die concludeerden dat de zee een natuurlijke afzetting was van kaliumchloride en broom. Een concessie werd verleend door de Britse Mandaatregering aan de nieuw gevormde Palestine Potash Company in 1929. De oprichter was de Russisch-Joodse ingenieur Moses Novomeysky. De eerste fabriek aan de noordkust van de Dode Zee bij Kalya, begon met de productie in 1931 en produceerde potas door verdamping door de zon. Het bedrijf had Arabieren en Joden in dienst. Het bedrijf groeide uit tot een van de grootste industriële sites in het Midden-Oosten en bouwde in 1934 een tweede fabriek aan de zuidwestkust, in het Mount Sodom gebied. Palestine Potash Company leverde de helft van de Britse potas tijdens de Tweede Wereldoorlog. Beide fabrieken werden vernietigd door de Jordaniërs in de Arabisch-Israëlische oorlog van 1948. 
The Dead Sea Works werd in 1952 opgericht als een staatsbedrijf, gebaseerd op de overblijfselen van de Palestine Potash Company. In 1995 werd het bedrijf geprivatiseerd en is het nu eigendom van Israel Chemicals (ICL). Uit de pekel van de Dode Zee produceerde Israël in 2001 1,77 miljoen ton potas, 206.000 ton elementair broom, 44.900 ton natronloog, 25.000 ton magnesiummetaal en natriumchloride. Israëlische bedrijven genereren jaarlijks ongeveer US$ 3 miljard uit de verkoop van mineralen uit de Dode Zee (voornamelijk potas en broom) en uit andere producten die zijn afgeleid van mineralen uit de Dode Zee.
Uit een rapportage uit 2019 bleek dat er tussen 1970 tot 2000 grote milieuschade was aangericht. Met industrieel radioactief afvalwater zijn bronnen en beken bij de Dode Zee verontreinigd en er zijn mineralen uit de Dode Zee onttrokken. Het huidige vergiftigingsniveau is honderd keer hoger dan toegestaan.
Aan de Jordaanse kant van de Dode Zee produceert Arab Potash (APC), gevormd in 1956, jaarlijks 2,0 miljoen ton potas, evenals natriumchloride en broom. De fabriek bevindt zich in Safi. De Jordaanse minerale industrie in de Dode Zee genereert een omzet van ongeveer US$ 1,2 miljard (gelijk aan 4 procent van het Jordaanse BBP).

## Daling van de waterspiegel
De waterspiegel daalt, waardoor ook de wateroppervlakte voortdurend kleiner wordt, met als laatste ontwikkeling het opdrogen van het zuidelijk bassin van de Dode Zee (er wordt nog water ingepompt voor fosfaatwinning in Jordanië en Israël en toerisme bij Ein Bokek, Israël). Doordat in Israël, Jordanië, Libanon, Palestina en Syrië steeds meer water wordt onttrokken aan het Meer van Tiberias, de Jordaan en toevoerende rivieren is het niveau van het meer de laatste decennia met ongeveer een meter per jaar gedaald.
In 2005 hebben de drie buurlanden, Israël, Jordanië en Palestina een plan gemaakt om water uit de Rode Zee via het Dode Zeekanaal naar de Dode Zee te transporteren. In 2007 werd door de Wereldbank de hulp ingeroepen van KEMA om te onderzoeken of dit mogelijk is. In mei 2009 heeft koning Abdoellah van Jordanië het akkoord getekend om met de aanleg van deze waterverbinding te starten. Twintig gespecialiseerde bedrijven uit China, Frankrijk, Singapore, Canada, Italië, Japan, Zuid-Korea en Spanje zullen dit gaan uitvoeren. Het grote  verval, gecombineerd met het grote waterdebiet, maakt het mogelijk aanzienlijke hoeveelheden elektriciteit op te wekken dat gebruikt kan worden voor ontzilting en aldus op jaarbasis 80 tot 100 miljoen m³ zoet water te produceren. Dit water wordt dan verdeeld tussen Jordanië en Israël. Israël zal ongeveer 20 miljoen m³ van zijn aandeel aan de Palestijnen leveren. In 2021 trok Jordanië zich uit het project vanwege de geringe vooruitgang.
Zinkgaten zijn ook een gevolg van het dalende waterstand. Door het wegtrekkende water worden diepe, oude laag steenzout blootgesteld aan regenwater dat nog niet verzadigd is met zout. Het water lost en zout op en voert het af, hierdoor ontstaan gaten in de ondergrond waardoor het oppervlak onstabiel wordt tot het instort. Er zouden medio 2022 al zo'n 7000 zinkgaten zijn en meer worden er verwacht.

## Toerisme
Een kuur in de Dode Zee zou heilzaam zijn voor bepaalde huidaandoeningen. Er zijn enkele kuurdorpen, waaronder Ein Bokek, voor huidziekten als psoriasis en vitiligo. Niet ver van de Dode Zee liggen de archeologische en historische plaatsen Qumran, En Gedi en Massada. 
De eerste grote Israëlische hotels werden gebouwd in het nabijgelegen Arad en sinds de jaren zestig in het resortcomplex Ein Bokek. Israël heeft 15 hotels langs de kust van de Dode Zee en genereerde in 2012 een totale omzet van $291 miljoen. De meeste Israëlische hotels en resorts aan de Dode Zee bevinden zich op een zes kilometer lang stuk van de zuidelijke kust. 
Aan de Jordaanse kant zijn negen internationale hotels gevestigd met een totale capaciteit van 2800 kamers. 

## Galerij

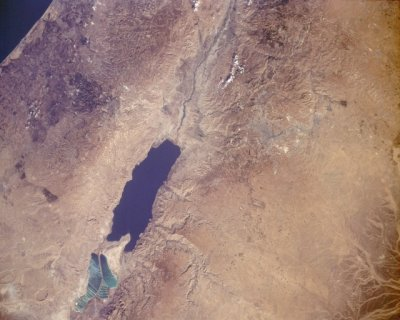
De Dode Zee op een foto van NASA (de grijze vlek rechts boven de Dode Zee is Amman.)
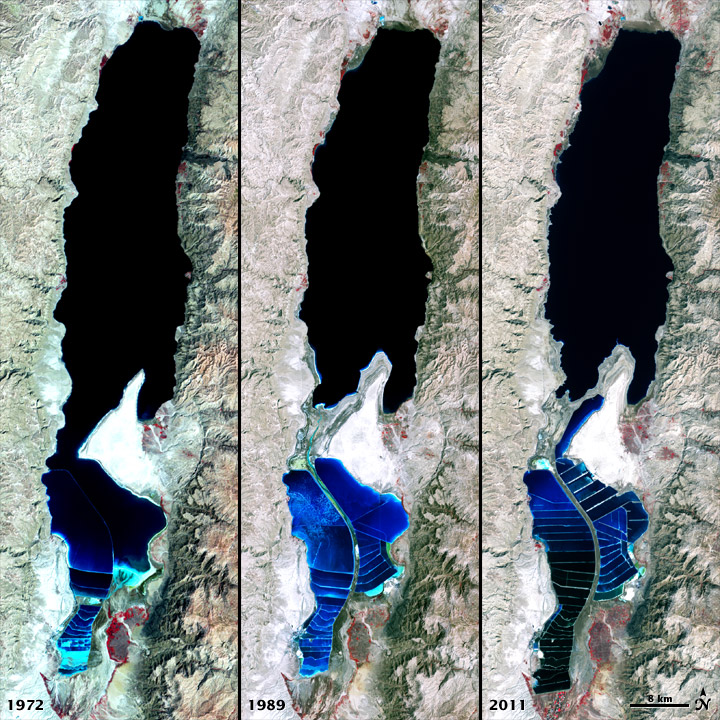
v.l.n.r. Oppervlak Dode Zee in 1972, 1989 en 2011
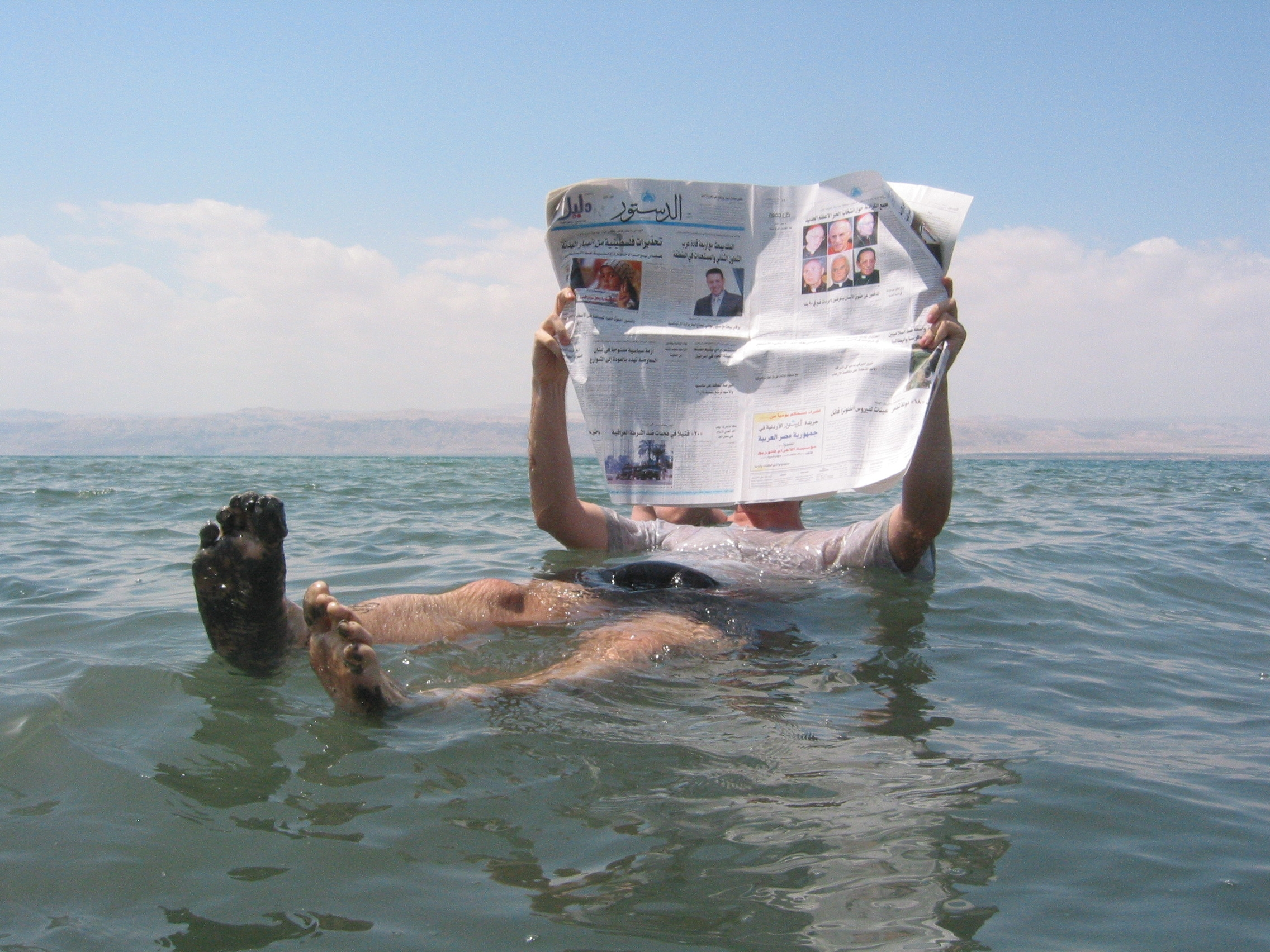
Drijven in de Dode Zee.
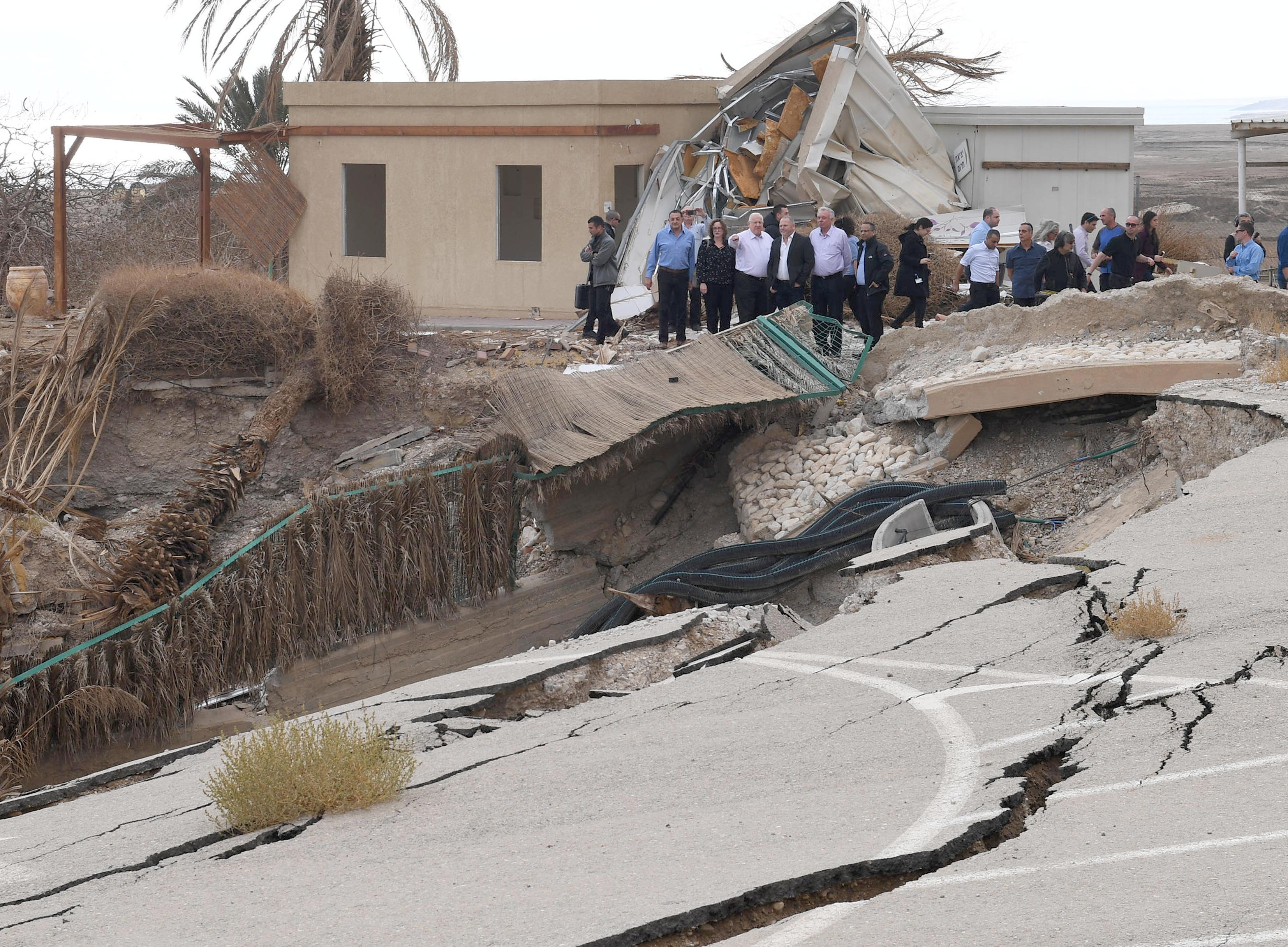
Schade door zinkgaten